# Dyacopterus spadiceus
El murciélago de la fruta de Dayak (Dyacopterus spadiceus) es una especie de murciélago megaquiróptero de la familia Pteropodidae. 
Vive en Indonesia, Malasia, las Filipinas y Tailandia. Su hábitat son los bosques de llanura y de regiones montanas. Esta amenazado por la deforestación y los incendios forestales.
Este murciélago presenta lo que en zoología se conoce como lactancia masculina, es decir la producción de leche por las glándulas mamarias en presencia de estímulos fisiológicos relacionados con los lactantes.